# ジェームス・スミス

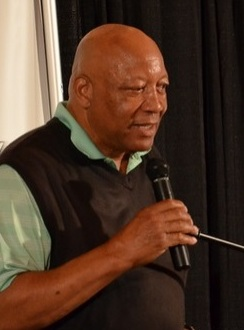
ジェームス・スミス

ジェームス・スミス（James Smith、1953年4月3日 - ）は、アメリカ合衆国の男性プロボクサー、元WBA世界ヘビー級王者。ノースカロライナ州マグノリア出身。ニックネームはボーンクラッシャー・スミス。

## 来歴
1975年、大学を卒業後、陸軍に入隊してからボクシングを始める。アマチュアの戦績は35勝4敗。
1981年11月5日、28歳でプロ転向するがデビュー戦は4ラウンドTKO負け。しかし、2戦目から14連勝を記録する。
1984年11月9日、ラリー・ホームズの持つIBF世界ヘビー級王座に挑戦するが、12ラウンドTKO負け。
1986年12月12日、ティム・ウィザスプーンに1ラウンドTKO勝ちし、WBA世界ヘビー級王座を獲得した。
1987年3月7日、初防衛戦でマイク・タイソンに判定負けし、王座から陥落した。
1999年、引退。

## 戦績
- プロボクシング:62戦44勝(32KO)17敗1分